# サボる
サボるとは、日本語の俗語で、仕事・授業などを怠けることをさす。同義語は「怠惰」。
日本では「労働争議の戦術としての怠業」「怠けること」という意味で「サボタージュ」という語が使われており、これを短縮し「サボ」とし、さらに動詞とした造語である。
語源であるフランス語のサボタージュ(sabotage)は、日本で使われる「サボタージュ」「サボる」より広い範囲を示す。フランス語や英語のサボタージュは、牛歩戦術や作業を止める、停滞させるなどの「サボる」を含む一般的な破壊活動・妨害行為、または、労働争議中の、労働者による生産設備を破壊する行為をいう。

## 概要
フランス語の“サボタージュ”という言葉は木靴を示すサボ（sabot）に由来する。木靴を履いて仕事をすると仕事の効率が落ちるためであるとか、木靴で機械を蹴って仕事をしなかったとか、逆に機械がうまく動かなくて仕事の効率が上がらないときに木靴で叩いたからであるなどの説があるが、近年では木靴で機械を蹴り破壊したとの説が最も有力である。
日本では大正時代に既にサボるという言葉が使われていた。怠業などによる労働争議は大正時代を象徴する出来事だったのである。
サボタージュという言葉が日本で怠業の意味として流行し始めたのは、1919年（大正8年）に大阪朝日新聞が総怠業戦術をサボタージュと表現したこと、または1920年（大正9年）に村嶋歸之により書かれた『サボタージユ—川崎造船所怠業の真相』(ISBN 4-7601-2614-7) によったとする説がある。
1970年代から1990年代にかけては、学生を中心として、サボるの代わりに「ふける」という言葉がよく使われていた。もともと「ふける」は「逃げる」という意味の言葉であったが、授業などから逃げることから転じてサボると同義の言葉として用いられた。
ポール・ウィリスは著書『ハマータウンの野郎ども』において、頭脳労働から切り離された肉体労働者の上司や会社に対する距離の取り方（サボり）は、下層労働者階級の子供が教師や学校に対して取る距離の取り方（反学校化）とパラレルであると指摘し、サボりによる反抗は子供が自律性を獲得する過程で学び取られるものと述べた。

## 日本語表現に於ける位置
この語は、名詞である外来語「サボタージュ」の一部にラ行五段活用語尾を直接付して動詞とした語である。元来日本語では、外来語は名詞としてしか借用されず、それは伝統的な外来語である漢語に於いても同じである。それらを動詞として使うには、「する」を付すのが本来的な用法である（行動する、アップロードする、など）から、このような造語法はかなり例外的である。
同様の語に、「ダブる」（重複する＜double）、「トラブる」（トラブルが起こる＜trouble）、「ミスる」（失敗をする＜miss）、「ハモる」（融け合った和声を出すように音程を調整する＜harmony）などが挙げられる。

## サボりの文化
- ポーランドでは毎年3月21日を「ずる休みの日(Dzień wagarowicza)」といい、学生が学校をサボる伝統がある[5]。日本の企業でもサボり制度を作り、社員がリフレッシュとして活用することを目的として取り入れているところもある[6]。